# Douglas Milsome
Douglas Milsome auch Doug Milsome (* 1939 in Hammersmith, London) ist ein britischer Kameramann beim Film, der verschiedene internationale Kinoproduktionen betreute, darunter Filme wie Full Metal Jacket, 24 Stunden in seiner Gewalt, Robin Hood – König der Diebe, Breakdown oder Dungeons & Dragons.

## Leben und Karriere
Douglas Milsome, 1939 im Londoner Stadtteil Hammersmith geboren, begann seine Laufbahn in den 1960er Jahren zuerst als Kameraassistent des Filmkameramanns, der während der Dreharbeiten für die Führung der Linse verantwortlich ist, in den 1970er Jahren arbeitete er sich dann als Assistent bei zahlreichen Regisseuren, unter anderem auch bei Filmen des Regisseurs Stanley Kubrick wie Uhrwerk Orange, Barry Lyndon oder Shining kontinuierlich vom Kameraassistenten, über die Second Unit zum Kameramann in leitender Funktion, wie bei Kubricks Antikriegsfilm Full Metal Jacket im Jahr 1987, für den er mit dem 3. Platz bei den New York Film Critics Circle Awards in der Kategorie Best Cinematographer gewürdigt wurde.
Seit 1988 betreute Douglas Milsome dann Kinoproduktionen in den verschiedensten Genres als Kameramann, unter anderem Filme wie Bestie Krieg, Michael Ciminos Thriller 24 Stunden in seiner Gewalt, die Agentenparodie Teen Agent – Wenn Blicke töten könnten, Kevin Reynolds Abenteuerfilm Robin Hood – König der Diebe, Uli Edels Erotikthriller Body of Evidence, Ciminos Kriminaldrama The Sunchaser – Die Suche nach dem heiligen Berg, Jonathan Mostows Psychothriller Breakdown mit Kurt Russell, des Weiteren verschiedene Produktionen mit Jean-Claude Van Damme wie Der Legionär oder Hard Corps oder die beiden Fantasyfilme Highlander: Endgame und Dungeons & Dragons.
Seit 2003 arbeitet Milsome verstärkt für Low-Budget-Produktionen im Independent-Film-Bereich und in der Videofilmproduktion.
Douglas Milsome ist sowohl Mitglied der American Society of Cinematographers als auch der British Society of Cinematographers.
Sein Sohn starb 2017 bei Dreharbeiten.

## Auszeichnungen
- 1987: 3. Platz bei den New York Film Critics Circle Awards in der Kategorie Best Cinematographer für Full Metal Jacket
- 1989: Emmy-Nominierung für Lonesome Dove: The Return
- 2003: DVD Exclusive Awards in der Kategorie Best Cinematography in a DVD Premiere Movie für Wes Craven präsentiert Dracula II – The Ascension

## Filmografie (Auswahl)

### Kino
- 1984: Wildpferde (Wild Horses)
- 1987: Full Metal Jacket
- 1988: Hawks – Die Falken (Hawks)
- 1988: Bestie Krieg (The Beast)
- 1990: 24 Stunden in seiner Gewalt (Desperate Hours)
- 1991: Teen Agent – Wenn Blicke töten könnten (If Looks Could Kill)
- 1991: Robin Hood – König der Diebe (Robin Hood: Prince of Thieves)
- 1993: Body of Evidence
- 1993: Organiac (Sunset Grill)
- 1995: Rumpelstiltskin
- 1996: The Sunchaser – Die Suche nach dem heiligen Berg (The Sunchaser)
- 1997: Breakdown
- 1998: Sindbad – Die Schlacht der schwarzen Ritter (Sinbad: The Battle of the Dark Knights)
- 1998: Der Legionär (Legionnaire)
- 2000: Highlander: Endgame
- 2000: Dungeons & Dragons
- 2002: Das Ritual – Im Bann des Bösen (Ritual)
- 2003: Wes Craven präsentiert Dracula II – The Ascension ((Wes Craven presents) Dracula II: The Ascension)
- 2005: Wes Craven präsentiert Dracula III – Legacy ((Wes Craven presents) Dracula III: Legacy)
- 2006: Hard Corps (The Hard Corps)
- 2006: Second in Command
- 2006: The Legend of Simon Conjurer
- 2007: Until Death
- 2008: The Shepherd (The Shepherd: Border Patrol)
- 2010: The Eagle Path
- 2014: Full Love
- 2017: Holodomor – Bittere Ernte (Bitter Harvest)
- 2018: The Ghost (Kurzfilm)
- 2019: House Red
- 2019: Eve

### Fernsehen
- 1989: Der Ruf des Adlers (Lonesome Dove) (Fernsehminiserie)
- 1989: Hollywood Detective (The Hollywood Detective) (Fernsehfilm)
- 1990: Spionenbande (Family of Spies) (Fernsehfilm)
- 1991: Große Erwartungen (Great Expectations) (Fernsehminiserie)
- 1993: Diana – ihre wahre Geschichte (Diana: Her True Story) (Fernsehfilm)
- 1994: Entscheidung des Herzens (Seasons of the Heart) (Fernsehfilm)
- 1995: Hart aber herzlich – Geheimnisse des Herzens (Hart to Hart: Secrets of the Hart) (Fernsehfilm)
- 1995: The Old Curiosity Shop (Fernsehfilm)
- 1995: Liz Taylor Story (Liz: The Elizabeth Taylor Story) (Fernsehfilm)
- 1998: Ruhm und Ehre (Glory & Honor) (Fernsehfilm)
- 2002: Johnson County War (Fernsehfilm)
- 2002: Santa, Jr. (Fernsehfilm)

### Dokumentarfilme
- 2002: Standing in the Shadows of Motown